# Hottingerella
Hottingerella es un género de foraminífero bentónico de la subfamilia Involutininae, de la familia Involutinidae, del suborden Involutinina y del orden Involutinida. Su especie tipo es Trocholina chouberti. Su rango cronoestratigráfico abarca desde el Beriasiense hasta el Barremiense (Cretácico inferior).

## Clasificación
Hottingerella incluye a las siguientes especies:
- Hottingerella chouberti †